# 가이우스 테렌티우스 바로
가이우스 테렌티우스 바로(라틴어: Gaius Terentius Varro 가이우스 테렌티우스 와로[*],? - 200 BC)는 로마 공화정의 집정관이자 장군이었다. 기원전 216년 동료 집정관인 루시우스 아이밀리우스 아울루스와 함께 제2차 포에니 전쟁의 칸나이 전투에서 카르타고의 한니발 군대에 맞서 로마군을 지휘했으나 대패하였다. 이후 한니발의 동생 하스드루발 바르카에 맞서 에트루리아를 지켰다.